# La Fan
La Fan – amerykańska telenowela z 2017 roku, produkcji Telemundo. Emitowana w Polsce od 8 kwietnia do 27 września 2019 przez AXN White.

## Obsada[2]
- Angélica Vale jako Valentina Pérez
- Juan Pablo Espinosa jako Lucas Duarte
- Miguel Varoni jako Justin Case / El Director
- Scarlet Ortiz jako Salma Beltrán
- Ximena Duque jako Adriana Zubizarreta
- Jonathan Islas jako Diego Castro
- Gabriel Porras jako Gabriel Bustamante

## Fabuła
Serial przedstawia historię wesołej i pełnej wdzięku dziewczyny, Vale, która jest miłośniczką telenoweli i wielką fanką telewizyjnego gwiazdora, Lucasa Duarte. Przez przypadek spotykają się w prawdziwym życiu, a z początku niewinna znajomość przeradza się w wielkie uczucie.